# Kladno hází a Kladenské memoriály 2020
Kladno hází a Kladenské memoriály 2020, deutsch etwa Kladno wirft und die Memorialen von Kladno, war eine Leichtathletik-Veranstaltung, die am 16. September 2020 im Městský stadion Sletiště im mittelböhmischen Kladno in Tschechien stattfand. Sie war Teil auf der World Athletics Continental Tour und zählte zu den Bronze-Meetings, der dritthöchsten Kategorie dieser Leichtathletik-Serie.

## Veranstaltungsreihe
Kladno hází a Kladenské memoriály findet seit 2015 statt. Es ist eine als Meeting konzipierte Leichtathletik-Veranstaltung, organisiert durch den Athletikverein A. C. TEPO Kladno, Mitglied des Athletikverbands Český atletický svaz (ČAS).Der Teil Kladenské memoriály, der 2016 hinzu kam, ist gewidmet verschiedenen Persönlichkeiten der Stadt, die bestimmte Erfolge in verschiedenen Disziplinen erzielten und durch die Veranstaltung geehrt werden sollen.

## Resultate 2020

### Männer

#### 100 m
| Platz | Athlet                 | Land | Zeit (s) |
| ----- | ---------------------- | ---- | -------- |
| 1     | Jan Veleba             | CZE  | 10,21 MR |
| 2     | Przemysław Słowikowski | POL  | 10,26 SB |
| 3     | Tazana Kamanga-Dyrbak  | DEN  | 10,39 PB |
| 4     | Amaury Golitin         | FRA  | 10,41    |
| 5     | Simon Hansen           | DEN  | 10,49 PB |
| 6     | Petar Peew             | BUL  | 10,64    |
| 7     | Jakub Rež              | CZE  | 10,97    |

Wind: +1,1 m/s

#### 200 m
| Platz | Athlet                | Land | Zeit (s) |
| ----- | --------------------- | ---- | -------- |
| 1     | Tazana Kamanga-Dyrbak | DEN  | 20,91 PB |
| 2     | Jan Veleba            | CZE  | 20,98    |
| 3     | Simon Hansen          | DEN  | 21,35 SB |
| 4     | Petar Peew            | BUL  | 21,71 SB |
| 5     | Jakub Rež             | CZE  | 22,11    |
| 6     | Jan Valášek           | CZE  | DNS      |

Wind: −0,9 m/s

#### 400 m
| Platz | Athlet                | Land | Zeit (s) |
| ----- | --------------------- | ---- | -------- |
| 1     | Tony van Diepen       | NED  | 46,11    |
| 2     | Christopher O’Donnell | IRL  | 46,70    |
| 3     | Kevin Metzger         | GBR  | 46,71 PB |
| 4     | Matěj Krsek           | CZE  | 46,73    |
| 5     | Miloud Laredj         | ALG  | 47,72    |

#### 1500 m
| Platz | Athlet                 | Land | Zeit (min) |
| ----- | ---------------------- | ---- | ---------- |
| 1     | Kevin López            | ESP  | 3:38,35 MR |
| 2     | Simas Bertašius        | LTU  | 3:38,48 SB |
| 3     | Ahmed Abdelwahed       | ITA  | 3:39,69 SB |
| 4     | Archie Davis           | GBR  | 3:40,37 SB |
| 5     | Jakub Davidík          | CZE  | 3:40,73 PB |
| 6     | István Szögi           | HUN  | 3:40,99 SB |
| 7     | Federico Riva          | ITA  | 3:49,25 SB |
|       | Abderrahman El Khayami | ESP  | DNF        |
|       | Tony van Diepen        | NED  | DNF        |
|       | Jan Šmíd               | CZE  | DNF        |

#### Hochsprung
| Platz | Athlet            | Land | Höhe (m) |
| ----- | ----------------- | ---- | -------- |
| 1     | Norbert Kobielski | POL  | 2,19 SB  |
| 2     | Cherson Balde     | POR  | 2,19 SB  |
| 3     | Marek Bahník      | CZE  | 2,13     |
| 4     | Ondřej Vodák      | CZE  | 2,05     |

#### Dreisprung
| Platz | Athlet           | Land | Höhe (m) |
| ----- | ---------------- | ---- | -------- |
| 1     | Adrian Świderski | POL  | 16,01 MR |
| 2     | Ondřej Vodák     | CZE  | 15,60    |
| 3     | Jiří Vondráček   | CZE  | 15,53    |
| 4     | Jan Lechner      | CZE  | 14,62    |
| 5     | Michal Sebera    | CZE  | 14,13    |

#### Kugelstoßen
| Platz | Athlet            | Land | Weite (m) |
| ----- | ----------------- | ---- | --------- |
| 1     | Tomáš Staněk      | CZE  | 20,19     |
| 2     | Jakub Szyszkowski | POL  | 20,03     |
| 3     | Ashinia Miller    | JAM  | 20,01     |
| 4     | Francisco Belo    | POR  | 19,39     |
| 5     | Martin Novák      | CZE  | 18,02     |
| 6     | David Tupý        | CZE  | 17,93 PB  |
| 7     | Tadeáš Procházka  | CZE  | 17,13 PB  |
| 8     | Miroslav Pavlíček | CZE  | 16,44     |

#### Diskuswurf
| Platz | Athlet                    | Land | Weite (m) |
| ----- | ------------------------- | ---- | --------- |
| 1     | Mauricio Ortega           | COL  | 63,61     |
| 2     | Bartłomiej Stój           | POL  | 61,54     |
| 3     | Marek Bárta               | CZE  | 59,39     |
| 4     | Tomáš Voňavka             | CZE  | 58,72     |
| 5     | Oskar Stachnik            | POL  | 58,04 SB  |
| 6     | Muhammad Irfan Shamsuddin | MAS  | 56,81     |
| 7     | Jakub Forejt              | CZE  | 55,21     |
| 8     | Michal Forejt             | CZE  | 51,89     |

#### Hammerwurf
| Platz | Athlet                 | Land | Weite (m) |
| ----- | ---------------------- | ---- | --------- |
| 1     | Christos Frantzeskakis | GRC  | 75,92     |
| 2     | Krisztián Pars         | HUN  | 73,92     |
| 3     | Hugo Tavernier         | FRA  | 72,28 PB  |
| 4     | Bence Pásztor          | HUN  | 67,15     |
| 5     | Miroslav Pavlíček      | CZE  | 66,38     |
| 6     | Tomas Vasiliauskas     | LTU  | 65,03     |
| 7     | Petr Koucký            | CZE  | 63,36     |
| 8     | Michal Fiala           | CZE  | 60,55     |

#### Speerwurf
| Platz | Athlet              | Land | Weite (m) |
| ----- | ------------------- | ---- | --------- |
| 1     | Gatis Čakšs         | LAT  | 82,19     |
| 2     | Vítězslav Veselý    | CZE  | 81,54     |
| 3     | Andrian Mardare     | MDA  | 81,37     |
| 4     | Edis Matusevičius   | LTU  | 78,68     |
| 5     | Mateusz Kwašniewski | POL  | 75,12 SB  |
| 6     | Dominik Sokola      | CZE  | 67,46     |
| 7     | Kryštof Kozač       | CZE  | 67,10     |
| 8     | Gianluca Tamberi    | ITA  | 62,29     |
|       | Petr Frydrych       | CZE  | NM        |

### Frauen

#### 100 m
| Platz | Athletin              | Land | Zeit (s)    |
| ----- | --------------------- | ---- | ----------- |
| 1     | Bassant Hemida        | EGY  | 11,23 MR NR |
| 2     | Irene Siragusa        | ITA  | 11,38 SB    |
| 3     | Carolle Zahi          | FRA  | 11,43       |
| 4     | Nikola Bendová        | CZE  | 11,50       |
| 5     | Mathilde Kramer       | DEN  | 11,69       |
| 6     | Martina Hofmanová     | CZE  | 11,71       |
| 7     | Magdalena Stefanowicz | POL  | 12,08       |
| 8     | Adéla Alexová         | CZE  | 13,32 PB    |

Wind: +1,1 m/s

#### 200 m
| Platz | Athletin          | Land | Zeit (s) |
| ----- | ----------------- | ---- | -------- |
| 1     | Bassant Hemida    | EGY  | 22,91 MR |
| 2     | Nikola Bendová    | CZE  | 23,16 NL |
| 3     | Irene Siragusa    | ITA  | 23,37 SB |
| 4     | Martina Hofmanová | CZE  | 23,48    |
| 5     | Mathilde Kramer   | DEN  | 24,29    |
|       | Carolle Zahi      | FRA  | DNS      |

Wind: +0,7 m/s

#### 800 m
| Platz | Athletin              | Land | Zeit (min) |
| ----- | --------------------- | ---- | ---------- |
| 1     | Isabelle Boffey       | GBR  | 2:01,88 PB |
| 2     | Sara Kuivisto         | FIN  | 2:02,28    |
| 3     | Bianka Bartha-Kéri    | HUN  | 2:02,78 SB |
| 4     | Simona Pelová         | CZE  | 2:24,84    |
| 5     | Tereza Roubíková      | CZE  | 2:32,11 PB |
| 6     | Nikola Badinová       | CZE  | 2:33,24    |
|       | Magdalena Stefanowicz | POL  | DNF        |

#### Hochsprung
| Platz | Athletin               | Land | Höhe (m) |
| ----- | ---------------------- | ---- | -------- |
| 1     | Oksana Okunjewa        | UKR  | 1,86 MR  |
| 2     | Levern Spencer         | LCA  | 1,86     |
| 3     | Julija Tschumatschenko | UKR  | 1,84     |
| 4     | Panogiota Dosi         | GRC  | 1,82     |
| 5     | Kateřina Cachová       | CZE  | 1,77     |
| 6     | Lucie Sedláčková       | CZE  | 1,71     |
| 7     | Ema Kaletová           | CZE  | 1,71     |
| 8     | Veronika Nedvědová     | CZE  | 1,68 SB  |

#### Kugelstoßen
| Platz | Athletin           | Land | Weite (m) |
| ----- | ------------------ | ---- | --------- |
| 1     | Markéta Červenková | CZE  | 17,78 MR  |
| 2     | Jéssica Inchude    | GBS  | 17,03     |
| 3     | Maja Ślepowrońska  | POL  | 16,60     |
| 4     | Lenka Valešová     | CZE  | 14,04     |
| 5     | Michaela Trčová    | CZE  | 13,57     |
| 6     | Leona Vargová      | CZE  | 12,44     |
| 7     | Lucie Osobová      | CZE  | 10,54     |

#### Diskuswurf
| Platz | Athletin          | Land | Weite (m) |
| ----- | ----------------- | ---- | --------- |
| 1     | Kathrine Bebe     | DEN  | 56,91     |
| 2     | Daria Zabawska    | POL  | 53,32     |
| 3     | Daisy Osakue      | ITA  | 52,39     |
| 4     | Zuzana Kubicová   | CZE  | 47,56 SB  |
| 5     | Leona Vargová     | CZE  | 47,05 PB  |
| 6     | Markéta Slavíková | CZE  | 45,04     |
| 7     | Barbora Jakubcová | SVK  | 44,64     |

#### Hammerwurf
| Platz | Athletin            | Land | Weite (m)   |
| ----- | ------------------- | ---- | ----------- |
| 1     | Alexandra Tavernier | FRA  | 75,23 MR NR |
| 2     | Rosa Rodríguez      | VEN  | 69,58       |
| 3     | Lenka Valešová      | CZE  | 65,25       |
| 4     | Veronika Kaňuchová  | SVK  | 63,94       |
| 5     | Veronika Bártová    | CZE  | 58,53       |
| 6     | Kateřina Chlupová   | CZE  | 57,54       |
| 7     | Markéta Bartůňková  | CZE  | 49,58       |
| 8     | Vendula Holečková   | CZE  | 49,08 PB    |
| 9     | Pavlína Šedá        | CZE  | 45,17 SB    |

#### Speerwurf
| Platz | Athletin            | Land | Weite (m) |
| ----- | ------------------- | ---- | --------- |
| 1     | Barbora Špotáková   | CZE  | 64,34 MR  |
| 2     | Nikola Ogrodníková  | CZE  | 62,22     |
| 3     | Elina Tzengko       | GRC  | 62,21     |
| 4     | Maria Andrejczyk    | POL  | 60,70     |
| 5     | Madara Palameika    | LAT  | 58,60     |
| 6     | Martina Píšová      | CZE  | 56,02     |
| 7     | Carolina Visca      | ITA  | 55,30     |
| 8     | Jarmila Jurkovičová | CZE  | 53,05 SB  |
| 9     | Christine Winkler   | GER  | 50,84     |
| 10    | Andrea Železná      | CZE  | 50,01     |